# Δύο φωνές μία ψυχή (Dio fones mia psihi)
Δύο φωνές μία ψυχή (Dio fones mia psihi) este un album al lui Al Bano realizat în duet cu Γιάννης Πλούταρχος (Giannis Ploutarcos) și publicat doar în Grecia. A fost premiat cu 15 discuri de platină pentru vânzări.

## Track list
1. Lei c'è  (Thanos Georgoulas, Cristiano Minellono) - duet
2. Io mi ricordo di te  (Thanos Georgoulas, Cristiano Minellono) - duet
3. Bianca di luna  (Albano Carrisi, Pino Massara, Alessandro Colombini) - duet
4. Me mia matia (Felicità)  (Gino De Stefani, Dario Farina, Cristiano Minellono) - duet
5. Πειρατικό (Peiratiko)  (Thanos Georgoulas, Vassilis Giannopoulos) - Giannis Ploutarcos
6. È la mia vita  (Maurizio Fabrizio, Pino Marino) - Al Bano
7. Isole  (Thanos Georgoulas, Cristiano Minellono) - duet
8. Bella  (Giannis Ploutarhos, Lazaros Komninos, Cristiano Minellono) - duet
9. Φταίς (Ftais)  (Thanos Georgoulas, Vassilis Giannopoulos) - Giannis Ploutarcos
10. Nel sole  (Albano Carrisi, Pino Massara, Vito Pallavicini) - duet
11. Libertà  (Springbock, Little Big Horn, L.B. Horn, Willy Molco, Romina Power, Vito Pallavicini) - duet
12. Tu per sempre  (Alterisio Paoletti, Fabrizio Berlincioni) - Al Bano
13. Me mia matia  (Gino De Stefani, Dario Farina, Cristiano Minellono) - Giannis Ploutarcos
14. Bella  (Giannis Ploutarhos, Lazaros Komninos, Cristiano Minellono) - Al Bano